# Berezanka
Berezanka (do 1914 Ołeksandrfeld, do 1923 Suworowe, do 1965 Tyłihuło-Berezanka) – osiedle typu miejskiego w obwodzie mikołajowskim na Ukrainie, siedziba władz rejonu berezańskiego.

## Historia
Miejscowość powstała w 1876, status osiedla typu miejskiego posiada od 1966, leży nad rzeką Sosyk.
W 1989 liczyła 4 065 mieszkańców.
W 2018 liczyła 4 132 mieszkańców.
W 2024 liczyła 2 712 mieszkańców.